# 手荷物検査

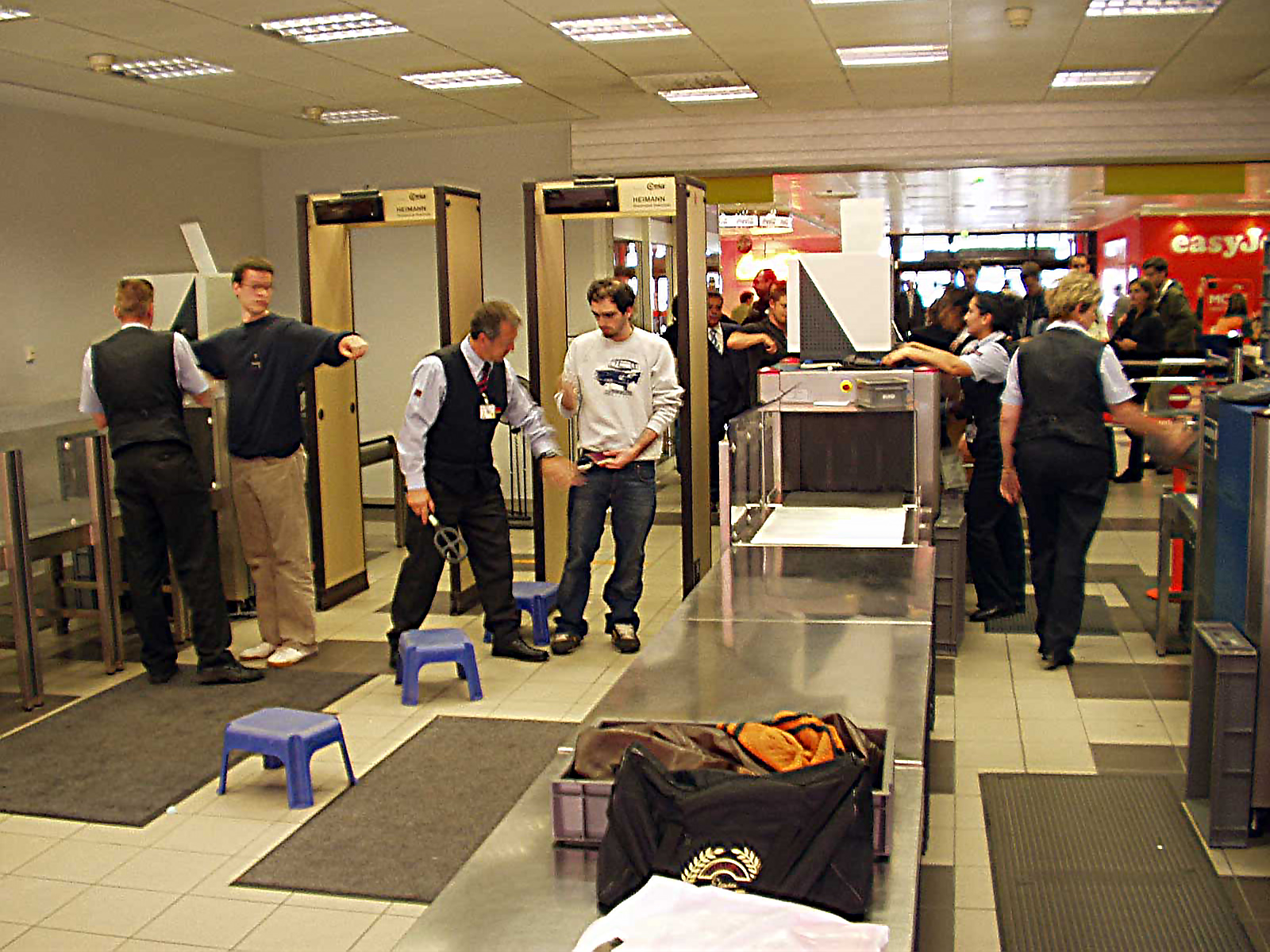
空港の保安検査

手荷物検査（てにもつけんさ）とは、公共交通機関や施設などを利用する際に凶器や爆発物などの危険物の有無を確認するための検査である。金属探知機やX線による検査、液体物検査などが行われる。
X線検査装置は荷物を開披せずに中の物体を透過するため、刃物や銃器・プラスチック爆弾などの危険物を発見できる。また、金属探知機では電磁誘導を利用して金属の存在を探知しているほか、液体物検査では、近赤外光を使用することで透過した光のスペクトルを分析し、アルコールや可燃性液体を判別する。
空港では保安検査として実施され、ハイジャックやテロなどの行為を未然に防止するために行っている。保安検査は航空法に基づく検査であり、保安検査を受けずに保安検査場を通過した場合は1年以下の懲役又は50万円以下の罰金が科せられる。また、危険物を機内に持ち込んだ場合は航空法で2年以下の懲役又は100万円以下の罰金が科せられる。2024年、新千歳空港の保安検査場内の店舗で危険物（ハサミ）を紛失する事案が発生した際には、全乗客の再検査が行われた。
要人警護においても聴衆への手荷物検査や金属探知機による検査が実施されている。ただし法的強制力はないため、手荷物検査への協力を得られない場合や屋外会場など対策が難しい現状がある。